# Hans Riegel junior

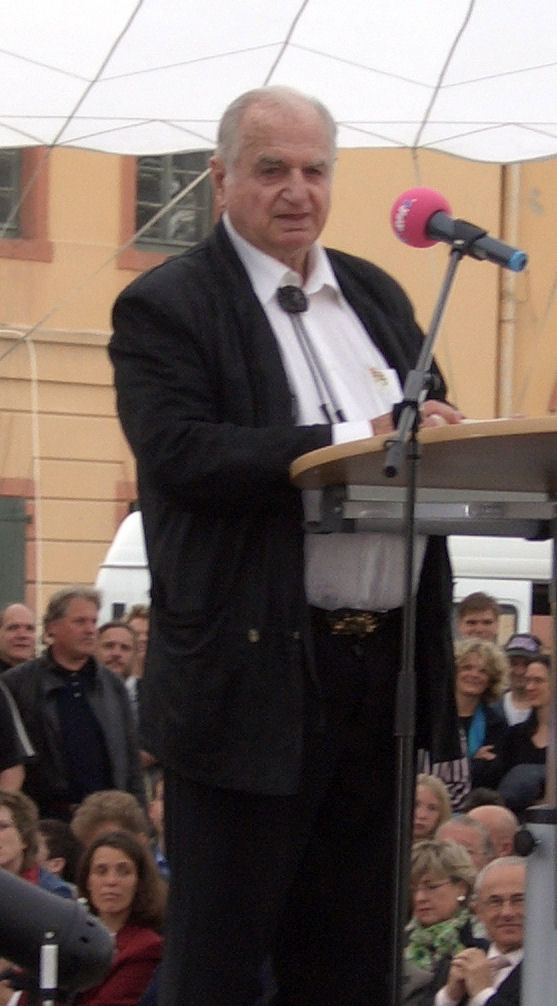
Hans Riegel bei der Eröffnung der Haribo-Ausstellung auf der Festung Ehrenbreitstein (2005)

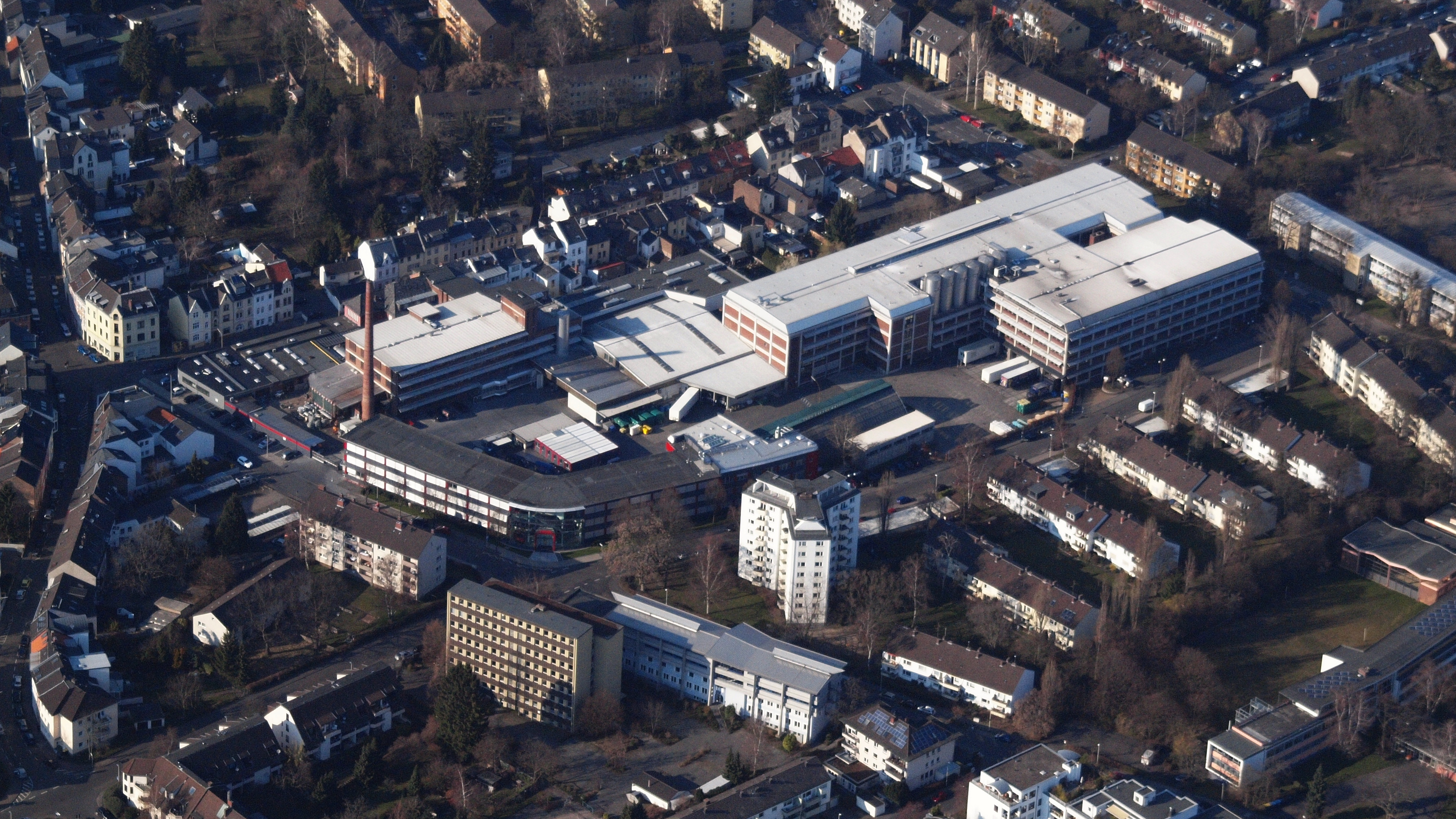
HARIBO-Werk in Bonn-Kessenich aus südwestlicher Richtung (2013)

Johannes Peter „Hans“ Riegel (* 10. März 1923 in Bonn; † 15. Oktober 2013 ebenda) war ein deutsch-österreichischer Unternehmer und Sportler. Er wurde als erster Sohn der Eheleute Gertrud und Hans Riegel geboren. Sein Vater war der Gründer der Firma Haribo. Er übernahm 1946 zusammen mit seinem Bruder Paul (1926–2009) die Leitung der Firma und baute sie zum Süßwaren-Konzern aus.

## Leben
Nach der Grundschule besuchte Hans Riegel das Aloisiuskolleg in Bad Godesberg und legte dort das Abitur ab. Erst 1944 wurde er zum Wehrdienst eingezogen. Er geriet in amerikanische Kriegsgefangenschaft, aus der er 1946 zurückkehrte. Nach seinem Abitur arbeitete Riegel im Unternehmen, in dem er sich um Versand und Marketing kümmerte, und studierte parallel dazu an der Universität Bonn Wirtschaftswissenschaften und wurde dort 1951 mit einer Arbeit über Die Entwicklung der Weltzuckerwirtschaft während und nach dem 2. Weltkrieg promoviert.
1953 wurde Riegel zum ersten Präsidenten des damals gegründeten Deutschen Badminton-Verbandes gewählt, nachdem er am selben Wochenende erster deutscher Badminton-Meister im Herrendoppel geworden war. Noch im selben Jahr ließ er in Bonn die erste deutsche Badmintonhalle (Haribo-Center) erbauen. 1954 und 1955 gewann er zwei weitere Meistertitel im Badminton, diesmal im Mixed mit Luise Stuch-Schmitz. 1956 gab er zusammen mit Josef Holthausen das Handbuch des Badminton-Sports heraus. Er stiftete im selben Jahr den nach ihm benannten Wanderpokal, den seit dieser Zeit der Deutsche Mannschaftsmeister im Badminton erhält.
Im Mai 2008 stattete Warren Buffett Deutschland und Haribo einen Besuch ab, um in das Familienunternehmen einzusteigen. Der zu dieser Zeit bereits 85 Jahre alte und kinderlose Riegel hatte jedoch kein Interesse an einem Einstieg des amerikanischen Investors. Riegel führte das Unternehmen Haribo seit dem Tod seines Bruders Paul Riegel im Jahr 2009 gemeinsam mit seinen Neffen Hans Arndt Riegel und Hans Guido Riegel.
Seine Lizenz als Hubschrauberpilot hat Riegel regelmäßig verlängert. Seit 2009 zeigte er sich mit der 40 Jahre jüngeren Hotelmanagerin Anna-Maria Bischof in der Öffentlichkeit.
Im Juli 2013 unterzog sich Riegel einer Operation, bei der ihm ein gutartiger Hirntumor entfernt wurde. Während der Rehabilitation starb er am 15. Oktober 2013 im Alter von 90 Jahren an Herzversagen. Seine letzte Ruhestätte fand er im Familiengrab auf dem Bonner Südfriedhof.
Seit 1991 hatte Riegel die österreichische Staatsbürgerschaft. Österreich war seine Wahlheimat, wo der passionierte Jäger im Jahre 1999 ein Landgut mit Jagd in steirischen Gemeinde Hieflau am Kaiserschild erworben hatte. Das von Riegel erworbene Revier war ein ehemaliges kaiserliches Hofjagdgebiet. Riegel hatte noch zu Lebzeiten angekündigt, seinen Anteil am Unternehmen in seine österreichische Privatstiftung, die Dr. Hans Riegel Privatstiftung bzw. die Kaiserschild-Stiftung, einzubringen.  Aufgrund seines starken Bezuges zur Steiermark würdigte deren stellvertretender Landeshauptmann, Hermann Schützenhöfer (ÖVP), das Wirken des Verstorbenen für die Steiermark und den steirischen Tourismus.

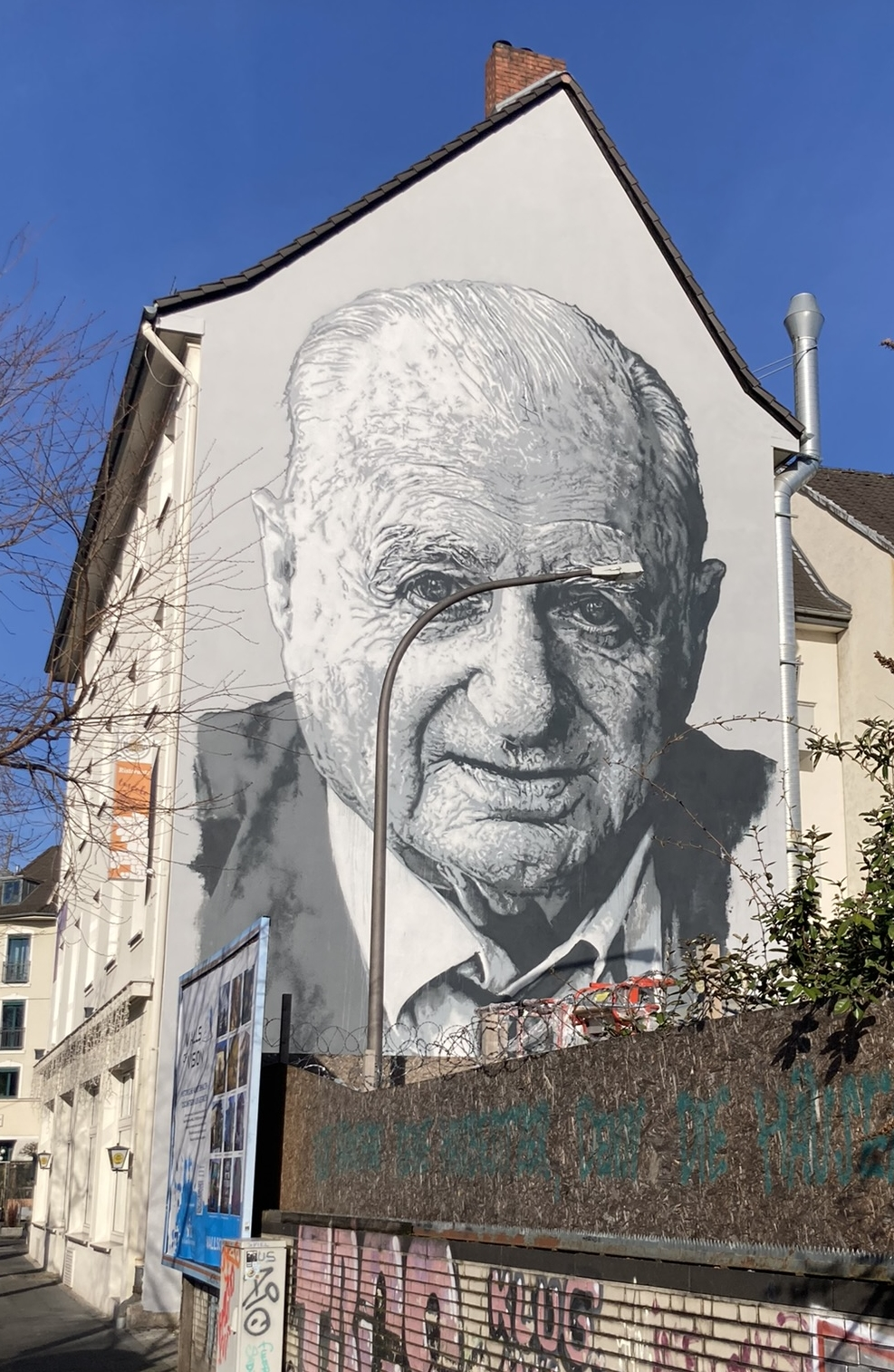
Porträt auf einer 150 m²-Hausfassade in Bonn (2023)

## Ehrungen
Aufgrund seiner vielfältigen Verdienste wurde Hans Riegel 1994 mit dem Bundesverdienstkreuz 1. Klasse ausgezeichnet. Ausschlaggebend waren dabei sein soziales Engagement in seinem Heimatort Pech sowie seine Verdienste um die Förderung des Sports.
Im Oktober 2009 wurde Riegel vom französischen Außenministerium zum Ritter der Ehrenlegion ernannt.
2009 erhielt er auch das Große Goldene Ehrenzeichen für Verdienste um die Republik Österreich.
Anlässlich Hans Riegels Hundertstem Geburtstag im März 2023 beauftragte die Dr.Hans-Riegel-Stiftung in Anlehnung an deren ‚Walls of Vision‘-Projekt den Koblenzer Künstler Hendrik Beikirch, Riegel auf einer 150 m² großen Fassade in der Bonner Nordstadt zu porträtieren.

## Dr.-Hans-Riegel-Fachpreise
Seit 2006 verleiht die Dr. Hans Riegel-Stiftung in Zusammenarbeit mit der Rheinischen Friedrich-Wilhelms-Universität Bonn die Dr.-Hans-Riegel-Fachpreise. Mit ihnen werden besonders gute wissenschaftliche Arbeiten von Schülern der Sekundarstufe II in verschiedenen naturwissenschaftlichen Fächern ausgezeichnet.
Teilnahmeberechtigt sind alle Schüler, die eine Facharbeit bzw. Fachbereichsarbeit oder eine besondere Lernleistung in den Fächern Biologie, Chemie, Geographie, Informatik, Mathematik oder Physik erstellt oder erreicht haben. Ab dem Schuljahr 2010/11 werden zusätzlich die Schulen der Erstplatzierten mit einem Sachpreis ausgezeichnet.
Seit dem Schuljahr 2009/10 werden diese Dr.-Hans-Riegel-Fachpreise an den deutschen Hochschulen in Augsburg, FU Berlin, RU Bochum, Köln, Bonn, TU Dresden, Düsseldorf, Erlangen, Mainz, LMU München, Münster (ICBF), Oldenburg, Regensburg (seit 2014) und Potsdam vergeben. Außerdem gibt es diesen Wettbewerb seit 2010 auch an den österreichischen Universitäten Linz und Graz. Seit 2011 schreiben auch die Universitäten Wien und Salzburg den Wettbewerb aus.

## Filmdokumentationen
- Die Haribo-Saga – Siegeszug eines Goldbären. Aus der Reihe Industrie-Dynastien in NRW. Teil 3. Deutsche TV-Dokumentation von André Schäfer, WDR 2003, 45 Minuten.